# Conlum
Conlum är en ort i Mexiko.   Den ligger i kommunen Zinacantán och delstaten Chiapas, i den sydöstra delen av landet, 700 km öster om huvudstaden Mexico City. Conlum ligger 2 220 meter över havet och antalet invånare är 204.
Terrängen runt Conlum är varierad. Conlum ligger uppe på en höjd. Runt Conlum är det ganska tätbefolkat, med 54 invånare per kvadratkilometer. Närmaste större samhälle är San Cristóbal de las Casas, 15,6 km öster om Conlum. I omgivningarna runt Conlum växer huvudsakligen savannskog.